# اری هوزومی
 اری هوزومی (انگلیسی: Eri Hozumi؛ زادهٔ ۱۷ فوریهٔ ۱۹۹۴) یک تنیس‌باز اهل ژاپن است.